# Abadía de San Bertin
La abadía de San Bertin fue una antigua abadía benedictina medieval francesa, hoy en ruinas, fundada en el siglo VII por el obispo de Thérouanne en Saint-Omer (Pas-de-Calais). Las ruinas de la iglesia se encuentran cerca del río Aa y fueron declaradas monumento histórico por la lista de 1840.

## Historia
El monasterio y la abadía fueron fundados por los monjes misioneros Bertino, Mommolino (Momelin) y Ebertanno (Ebertram), con el objetivo de evangelizar la región, invitados por San Omer. Poco tiempo después de la muerte de Bertín, éste recibió el nombre de San Bertín. Mummolin, quizás porque era el mayor de los misioneros, fue el abad de los dos monasterios hasta que sucedió al fallecido san Eligio como Obispo de Noyon, alrededor del año 659.
A lo largo de los siglos, se convirtió en uno de los más importantes centros culturales del norte de Europa. En su biblioteca se elaboraron copias del código Aratea de Leiden y de los Annales Bertiniani.
En el siglo XI se construyó una iglesia románica de la que sólo se conservan algunos capiteles y mosaicos en el Musée de l'Hôtel Sandelin Saint-Omer. La edificación de la iglesia gótica actual comenzó en el siglo XIV y finalizó en el siglo XVI, tenía 25 metros de alto y una torre campanario de 48 metros. En 1830, buena parte de las ruinas del monasterio fueron demolidas, permaneciendo sólo la torre, parte de la cual se derrumbó en 1947, como consecuencia de los daños sufridos durante la Segunda Guerra Mundial.
En la Abadía comenzó su actividad el monje benedictino Gozzelino de San Bertin, hagiógrafo, en el siglo XI. Los valiosos estatutos de la abadía fueron publicados por Guerard. La lista de abades es proporcionada en "Gallia Christiana nova".